# Ньоки
Ньоки (на италиански: gnocchi) са изключително популярен готварски продукт в много страни по света и имат значителни разлики от едни до други както във формата, така и в съставките. За по-лесно те могат да бъдат дефинирани като малки парчета тесто, обикновено с кръгла форма, които се варят за кратко във вода или бульон и след това се подправят с различни сосове.

## Етимология
Думата gnocchi може да произлиза от венецианското gnòco – „издадък“, от същия корен на nocca („кокалче на пръст“), или може би от лангобардското knohhil – „възел в дърво“.

## История
Това е традиционен вид италианска паста още от римско време. Той е въведен от римските легиони по време на експанзията на Римската империя в страните от европейския континент. Една древна римска рецепта се състои от тесто, подобно на грис, смесено с яйца; подобни модерни ястия включват печените „ньоки по римски“ и сардинските malloreddus, които са без яйца.
Първите рецепти за ньоки са публикувани през втората половина на 16 век от Кристофоро Месизбуго и Бартоломео Скапи – двама от най-големите готвачи на Ренесанса. „Макароните, наречени ньоки“ се правят от брашно, галета, вряща вода и яйца, след което се минават „от обратната страна на рендето“, точно както се прави с днешните картофени ньоки. Сервират се сухи, а сосът е типичен за всички видове ренесансова паста – масло, сирене и подправки (и малко захар на вкус).
Други видове ньоки, наречени „Дзанздарели“ (Zanzarelli), се появяват за първи път на ренесансовите банкети в Ломбардия, в двора на Сфорца. Приготвянето им е доста по-различно от днешното: използват се хлебни трохи, нарязани бадеми, мляко и сирене качо от Лоди. Освен това сe използват и специални съставки, оцветяващи ги различно, и така се получават зелените доста традиционни Дзандзарели, смесени с манголд и спанак, и жълтите, направени с добавяне на тиква или шафран. През 17 век те претърпяват лека промяна в името – Малфати (malfatti, букв. от итал. „зле направени“), и в приготвянето – вместо бадеми и хляб се добавят брашно, вода и яйца. Има бели малфати, смесени с мляно пилешко месо, и оранжеви – с морков. Тези от брашно и картофи произхождат от Кампания и представляват едно от многобройните първи ястия на празници.
Една от най-старите рецепти за ньоки с вода е описана от Франческо Леонарди в неговата Apicio moderno от 1790 г.
Историята на картофените ньоки започва, когато в Европа са донесени първите картофи от Америка. Първите рецепти за такива ньоки са от края на 18 век и сварените и намачкани картофи не просто се омесват с брашно, а се вмъкват в състава на ньоките с вода. Десетилетия наред към картофените ньоки се добавят различни други съставки като жълтъци, сметана, магданоз, чесън, рикота и телешка мазнина. Пелегрино Артузи през 1891 г. описва две рецепти: първата с варени и намачкани картофи, омесени с пилешка кайма, пармезан, жълтъци, брашно и индийско орехче. И втората, много по-проста, само с картофи и брашно.
През 1880 г. картофените варианти на ньоките се разпространяват стремглаво. Обикновено се подправят с месен сос или с рагу, но също така само с разтопено масло и сирене, с добавка на аромати като градински чай или подправки като индийско орехче или канела.

## Видове

### В Италия
Ньоките са древна храна, приготвена с различни брашна: брашно от пшеница, ориз, грис, картофи, сух хляб, картофи и различни зеленчуци. Ньоките не могат да се определят като един формат паста, а като самостоятелно семейство. В миналото има много повече видове, а днес в Италия са познати основно три категории ньоки:
- тези, направени от картофи, които са и най-популярни[1]
- тези, направени от грис (наричани още „ала романа“, т.е. „по римски“)[2]
- канедерли, чийто немски корен на името - knödel означава „кнедли“.
- към тях можем да добавим сардинските ньокети - malloreddus (без яйца), които всъщност имат повече общи характеристики с пастата от грис.

Най-популярните в Италия днес се приготвят от картофи, както и тези от обикновена смес от вода и брашно. Други видове използват царевично брашно. Освен това се използват различни други съставки според местната/регионална традиция.
Могат да се сервират като първо ястие, както е традиция в почти цяла Италия, като самостоятелно ястие или като гарнитура. Последният случай е по-чест за централноевропейските кнедли.

### В чужбина
Ньоките са много популярни в Хърватия, където се сервират като първо ястие или като гарнитура към Dalmatinska pašticada (телешка яхния, приготвена в специален сос). Във Франция има ястие, наречено „ньоки по парижки“ (gnocchis à la parisienne), което се прави от сварено тесто и се сервира със сос бешамел. В Аржентина, Бразилия и Уругвай, поради големия брой италиански имигранти, ньоките (ñoqui, както ги наричат на испански, или nhoque - на португалски) са широко разпространени. Популярността на това ястие подхраннва традицията да се ядат ньоки на 29-о число всеки месец. На този ден някои хора поставят пари под чиния с ньоки: според легендата това привлича просперитет.

## Способи за приготвяне
За да се получат възможно най-твърдите картофени ньоки, има различни трикове, като например използването на подходящи картофи (особено картофи с жълта консистенция), но също и подготовка, при която трябва да се внимава да се замеси тестото само колкото трябва: месенето му дълго време дава по-твърди ньоки. Размерът също влияе на крайния резултат: колкото по-големи са приготвените ньоки, толкова по-меки са те.
Рецептата от 16 век на големите ренесансови готвачи Кристофоро Месизбуго и Бартоломео Скапи продължава до началото на 20 век под различни имена с леки вариации. Най-често срещаната е добавянето на хубава доза сирене и увеличаването на броя на жълтъците, образувайки смес, подобна на тази, използвана за днешните пасатели.
Същото тесто, описано за „макароните“ на Месизбуго, може да бъде обогатено с добавка на мляко, галета, понякога ориз, масло и подправки, за да се направят „ньоки по немски“ – предшественици на съвременните кнедли. Първоначално те се появяват в Apicio Moderno на Франческо Леонарди от 1790 г. под формата на малки ньоки, които се сервират без сос. След няколко десетилетия те придобиват класическите размери на яйце и се сервират в бульон, като „немското ньоко“ на Антонио Одескалки от 1834 г., който включва черен дроб и далак сред съставките.
В края на 18 век се появява най-често срещаната рецепта за ньоки, наречена „ньоки бинье" (gnocchi bignè). Тестото е почти идентично с това на шу тестото, използвано в днешните биньè, и се състои от каша от вода (или мляко), масло, брашно, обогатено с цели яйца и променлив брой жълтъци. След това тази паста се оформя на цилиндърчета, ромбчета или лъжици тесто, които се слагат във вряща вода, като се изчаква да набъбнат, преди да се отцедят и да се сервират с масло и сирене. Има много вариации на тази рецепта, които включват също спанак или моцарела, или дори оризово брашно, което да замести пшеничното брашно. В продължение на почти век тази рецепта за ньоки остава най-разпространената и все още се среща почти идентична в началото на 20 век като „леки ньокети“ или като регионален специалитет, наречен „макарони по венециански”.

### Регионални италиански видове
В столицата Рим ньоките представляват традиционното ястие в четвъртък, следвайки поговорката „Ньоки в четвъртък, риба в петък (или също „нахут и треска“), шкембе в събота“, която подчертава важността на четвъртъка като почти празничен ден, който изисква сложно и вкусно ястие, предвиждащо постно ястие на следващия ден. Все още работят стари тратории, където се следва традицията. Известна е римската поговорка „Смей се, смей се, че мама направи ньоки" (Ridi, ridi, che mamma ha fatto li gnocchi).
В Пиемонт често се приготвят ньоки „ала бава“ (gnocchi alla bava) със смес от бяло брашно и елда, подправена със сирена фонтина или пиемонтско томà. Има и „равиоли дела Валварайта“ (ravioles della Valvaraita), което представлява картофени ньоки и сиренца томини, сварени и подправени с топено сирене. Традиционни за Пиемонт са и ньоките със сирене Кастелманьо.
В Ломбардия традиционните gnòc de schelt се правят от бяло кестеново брашно и елда. Във Верона чиния ньоки с масло и градински чай (или с пастисада – задушено конско, традиционно за града) традиционно се яде в Петъка на ньоките (Venardì Gnocolàr) – денят на карнавалния парад на алегоричните каруци. Баща на ньокото (Papà del Gnocco) е името на основната маска на карнавала на Верона, откъдето идва и обичаят да се ядат ньоки в петък. Също така в Кастел Гофредо в провинция Мантуа по повод местния карнавал, традиционната маска на Крал Ньоко предлага на поданиците си ньоки и вино в Петъка на ньоките.
Характерни за Трентино-Алто Адидже са шпетцле (spätzle) – малки ньоки с неправилна форма, приготвени с пшенично или пълнозърнесто брашно, вода, яйца и с добавка на спанак, билки и рикота, обикновено подправени с местни сирена и спек.
Във Фриули - Венеция Джулия има gnocchetti de gries, приготвени с грис и яйце, сервирани в бульон или с разтопено масло.
В Емилия-Романя pisarei e faśö са ньоки, приготвени с галета и брашно, смесени и подправени с богато рагу от боб, сланина и лук.
Това рагу е доста подобно на това, с което се приготвят традиционните за Умбрия „ньокети ала колешиполана“ (gnocchetti alla collescipolana).
В Тоскана традиционни са нюди-те (gli gnudi), направени с рикота и брашно.
Традиционни за Марке са ньоките Апекио (gnocchi di Apecchio), направени с бяло брашно и вода.
Подобни на Пасатели романьоли са Триди-те (triddhi), традиционни за Пулия. Те се правят със смес от яйца, грис от твърда пшеница и магданоз и се готвят в бульон.
В Кампания, където се гордеят с древна традиция, ньоките се наричат „Странгулаприевете“. Традиционният ден в този случай е неделята; гарнирани с неаполитанско рагу и моцарела и впоследствие запечени на фурна, те дават началото на рецептата за „Ньоки ала сорентина“ (ньоки по сорентински).
Сардинските ньокети (gnocchetti Sardi), направени с брашно от твърда пшеница с различни форми и размери, също са добре познати и ценени.